# Niaoke Daolin
Niaoke Daolin (chiń. 鳥窠道林, pinyin Niǎokē Dàolín; kor. 조과도림 Chokwa Torim; jap. Chōka Dōrin; wiet. Điểu Khòa Đạo Lâm; ur. 741, zm. 824) – chiński mistrz Chan ze szkoły niutou.

## Życiorys
Do klasztoru wstąpił mając 9 lat. Święcenia buddyjskie przyjął w wieku 21 lat. Studiował Huayan jing – Sutrę Awatamsakę. Następnie zamieszkał na drzewie, na którym także praktykował medytacje. Z tego powodu nazywany był mistrzem chan (chiń. chanshi) Ptasie Gniazdo lub mistrzem chan Srocze Gniazdo, gdyż nad nim znajdowały się gniazda srok.
Jego słynna rozmowa ukazuje prostotę jego zasad i prostotę jego chanu. Jego rozmówcą był uczony i poeta konfucjański Bo Juyi (772–846) (zwany też Baiyue Tian), który w tym czasie był prefektem okręgu.
Rzekł on do Daolina Znajdujesz się w bardzo niebezpiecznym miejscu!
Mistrz odparł Ty jesteś w bardziej niebezpiecznym!
A cóż jest niebezpiecznego w kierowaniu tą prowincją?
Jak możesz mówić, że nie jesteś w niebezpieczeństwie, gdy twoje namiętności płoną jak ogień, a ty nie możesz przestać się tym zadręczać?!
Bo Zhuyi spytał wtedy Co jest istotą buddyzmu?
Daolin odparł słowami Śakjamuniego
Nie czyń żadnego zła,
Czyń tylko dobro,
Aby oczyścić siebie.
To są nauki
Wszystkich buddów.
Bo Zhuyi powiedział Każde dziecko o tym wie!
Daolin odparł Tak, każde dziecko o tym wie, ale nawet osiemdziesięcioletni człowiek nie potrafi tego robić.

## Linia przekazu Dharmy zen
Pierwsza liczba oznacza liczbę pokoleń mistrzów od 1 Patriarchy indyjskiego Mahakaśjapy.
Druga liczba oznacza liczbę pokoleń od 28/1 Bodhidharmy, 28 Patriarchy Indii i 1 Patriarchy Chin.
Trzecia liczba oznacza początek nowej linii przekazu w danym kraju.
- 28/1. Bodhidharma (zm. ok. 543)
  - 29/2. Dazu Huike (487–593)
    - 30/3. Jianzhi Sengcan (zm. 606)
      - 31/4. Dayi Daoxin (579–651) szkoła dongshan (Wschodniej Góry)
        - 32/5. Niutou Farong (594–657) szkoła niutou
          - 33/6. Niutou Zhiyan (577–654)
            - 34/7. Niutou Huifang (627–695)
              - 35/8. Niutou Fazhi (635–702)
                - 36/9. Niutou Zhiwei (646–722)
                  - 37/10. Helin Xuansu (688–752)
                    - 38/11. Jingshan Daoqin (714–792) także jako Faqin
                      - 39/12. Tianhuang Daowu (748–807)[1]
                      - 39/12. Zhangxin Chonghui (bd)
                      - 39/12. Funiu Zicai (bd)
                      - 39/12. Niaoke Daolin (741–824)
                        - 40/13. Huitong Yuanxiang